# Commersonia novoguinensis
Commersonia novoguinensis là một loài thực vật có hoa trong họ Cẩm quỳ. Loài này được (Gilli) Guymer mô tả khoa học đầu tiên năm 2005.